# Burla (Fluss)

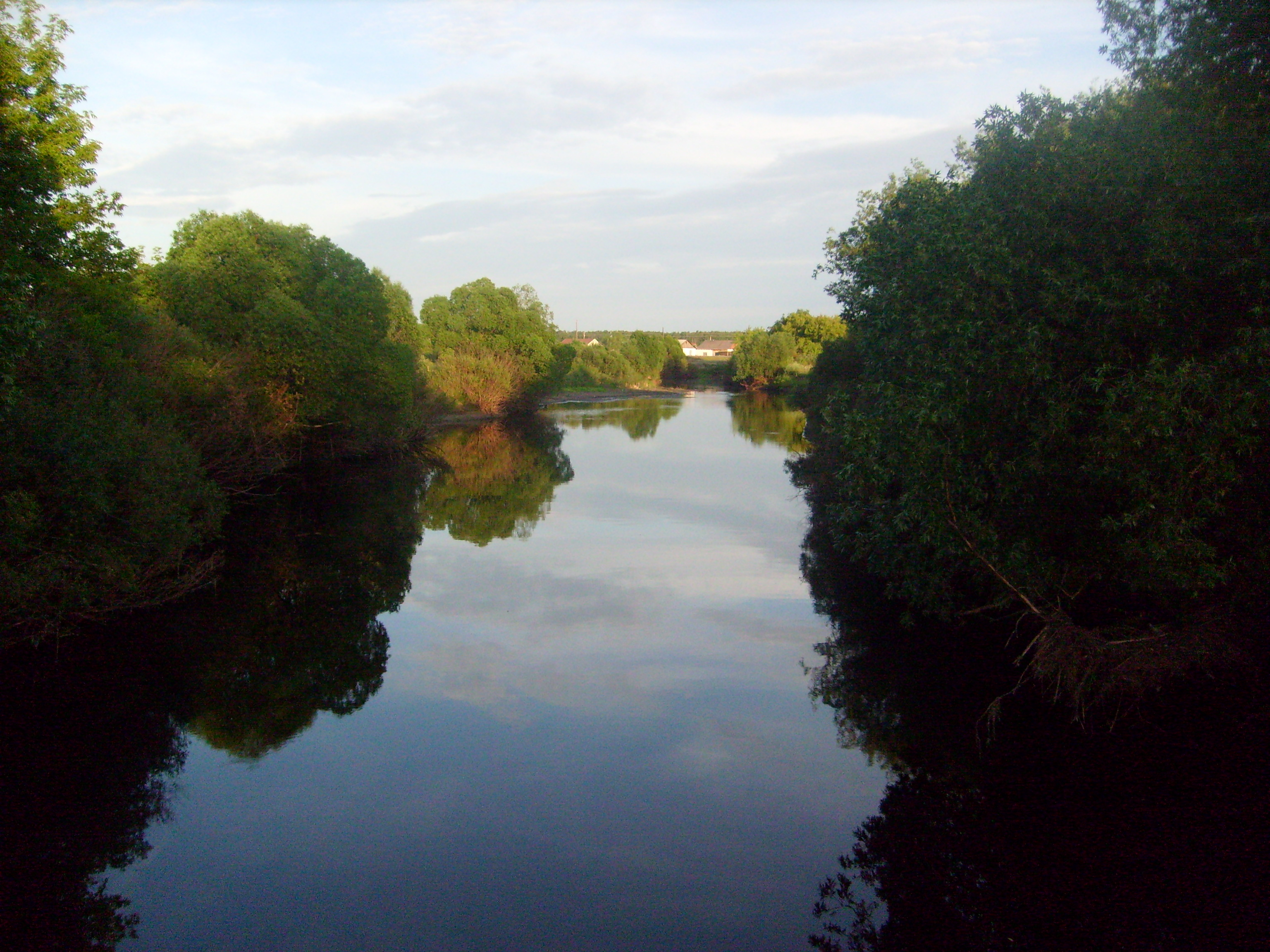
Burla (2010)

Die Burla (russisch Бурла́; kasachisch Борлы́ Borly) ist ein 489 km langer Fluss in der Region Altai und Oblast Nowosibirsk in Russland sowie zu einem kleinen Teil in Kasachstan.

## Verlauf
Die Burla entspringt in einer Höhe von etwa 170 m auf dem Obplateau, im Waldgebiet Burlinskaja lesnaja datscha, knapp 40 km Luftlinie nordwestlich der Stadt Kamen am Ob und nur etwa 20 km vom Lauf des Ob entfernt. Sie fließt jedoch nicht dem Strom zu, sondern in entgegengesetzter, südwestlicher Richtung im äußersten Nordwesten der Region Altai, parallel zur Grenze zur Oblast Nowosibirsk. Auf ihrer gesamten Länge behält sie diese Fließrichtung bei, erreicht im Mittellauf und durchquert im weiteren Verlauf die Kulundaebene in einer vielerorts sumpfigen, breiten Talaue. Insbesondere im Unterlauf durchquert sie eine Vielzahl von Seen. Kurz vor der Grenze zu Kasachstan erreicht sie den Salzsee Bolschoje Topolnoje („Großer Pappelsee“), verlässt diesen unmittelbar an der Grenze und durchfließt auf weiteren etwa 50 km Lauf unter dem kasachischen Namen Borly noch mehrere Salzseen. Sie endet schließlich im ebenfalls salzigen, in einem abflusslosen Becken gelegenen See Bolschoi Aschbulat (Большой Ажбулат, „Großer Aschbulat“), gut 100 km nordöstlich der Gebietshauptstadt Pawlodar. Im Unterlauf ist die Burla maximal 20 m breit und 2 m tief.
Die Burla hat keine bedeutenden Zuflüsse; die größten sind der Tschuman (Länge 70 km) von rechts sowie Panschicha (22 km) und Kurja (55 km) von links. Im Einzugsbereich des Flusses gibt es 282 Seen mit einer Gesamtfläche von 425 km².
Am Flusslauf gibt es keine Städte, aber die größeren Dörfer und Rajonverwaltungszentren Pankruschicha, Chabary und Burla. Der Deutsche Nationalkreis Halbstadt der Region Altai wird unmittelbar nördlich umflossen.

## Hydrologie
Das Einzugsgebiet der Burla umfasst 12.800 km². Die durch ein relativ trockenes Gebiet fließende Burla ist insgesamt wasserarm: trotz ihrer Länge beträgt die Abflussmenge am See Bolschoje Topolnoje im Jahresdurchschnitt nur 3 m³/s, einen Großteil des Wassers verliert sie in den Sümpfen und Seen am Mittellaufes.
Die Burla gefriert von Anfang November bis Mitte April. Auf flacheren Abschnitten friert sie bis zum Grund durch. Während der Frühjahrshochwasser steigt ihr Spiegel am Mittellauf um 2 bis 3,5 m, weiter unterhalb um 1 bis 2,5 m. In trockenen Sommern erreicht der Fluss nur den Bolschoje-Topolnoje-See, während der kasachische Abschnitt bis zum Bolschoi Aschbulat austrocknet.

## Nutzung und Infrastruktur
Der Burla ist nicht schiffbar. Stellenweise wird ihr Wasser zur Bewässerung landwirtschaftlicher Nutzflächen verwendet. In den größeren Seen am Unterlauf (darunter Kabanje, Chomutinoje, Peschtschanoje, Choroscheje, Bolschoje Topolnoje) wird Fischerei betrieben; der Wasserstand einiger Seen wird dabei durch Dämme reguliert.
Der Mittellauf des Flusses wird von der Eisenbahnstrecke Omsk – Karassuk – Srednesibirskaja (Mittelsibirische Eisenbahn), der Unterlauf in der Nähe des Bolschoje-Topolnoje-Sees von der „Kulunda-Eisenbahn“ Tatarskaja – Karassuk – Slawgorod – Kulunda gekreuzt. Die vielen Dörfer des zumeist intensiv landwirtschaftlich genutzten durchflossenen Gebietes sind durch Lokalstraßen verbunden.